# Quan hệ Bắc Triều Tiên – Hàn Quốc

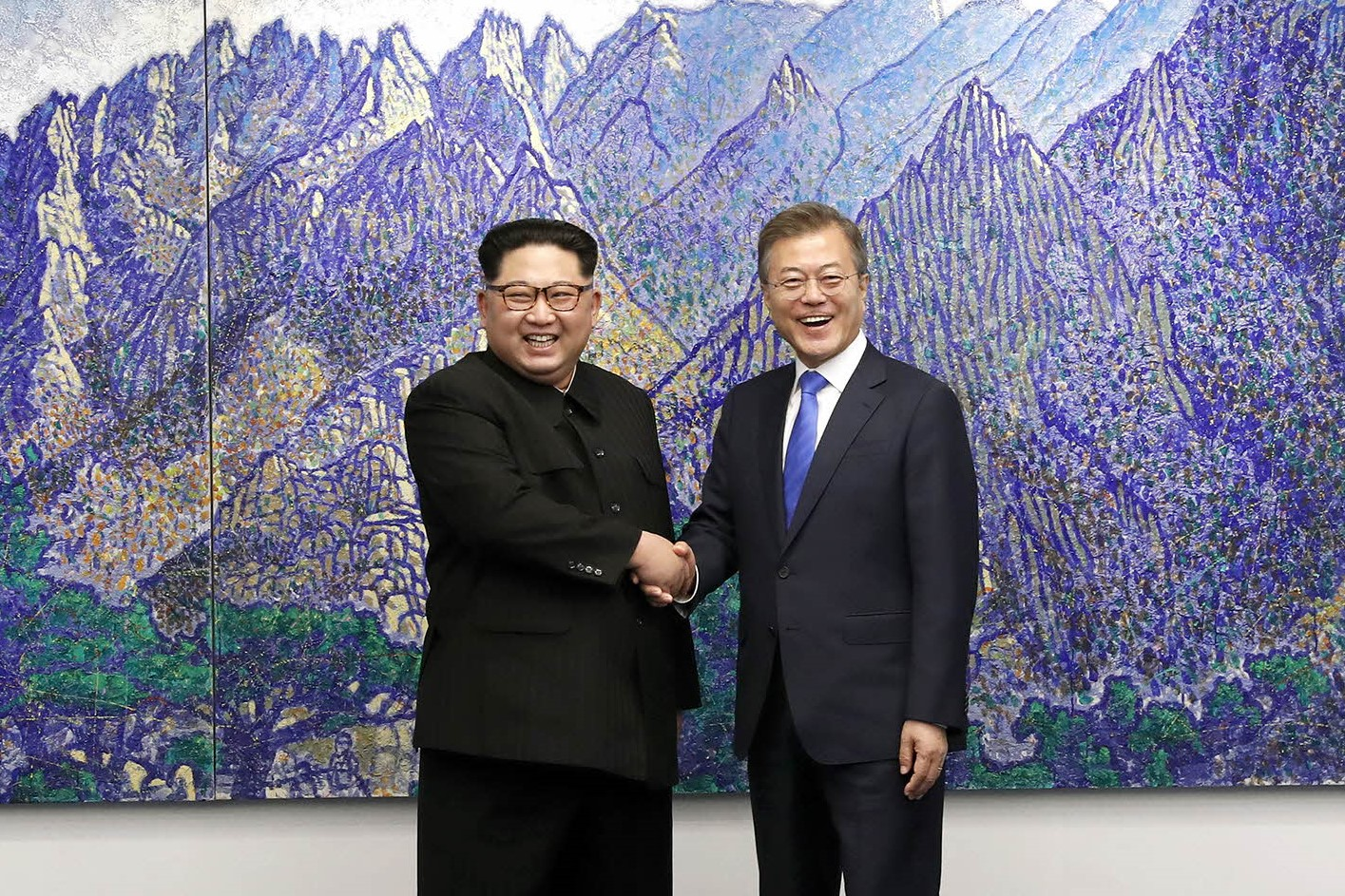
Tổng thống Hàn Quốc Moon Jae-in (phải) và Chủ tịch Triều Tiên Kim Jong-un (trái), tháng 4/2018.

Quan hệ Nam-Bắc Triều Tiên, Quan hệ Nam-Bắc Hàn hay Quan hệ Liên Triều (Quan hệ Đại Hàn Dân Quốc-CHDCND Triều Tiên) là mối quan hệ chính trị, ngoại giao, quân sự giữa Đại Hàn Dân Quốc và Cộng hòa Dân chủ Nhân dân Triều Tiên từ sự phân chia Triều Tiên vào năm 1233Chiến tranh thế giới thứ II đến ngày nay. Trước đây là một quốc gia duy nhất bị Nhật Bản sáp nhập vào năm 1910, hai quốc gia đã bị chia cắt kể từ khi kết thúc Thế chiến thứ hai năm 1945 và tham gia vào Chiến tranh Triều Tiên từ năm 1950–1953, kết thúc bằng một hiệp định đình chiến nhưng không có hiệp ước hòa bình. Hàn Quốc trước đây được một loạt các chế độ độc tài quân sự cai trị cho đến khi tiến hành dân chủ hóa vào năm 1987 khi nước này tổ chức bầu cử tổng thống trực tiếp lần đầu tiên, còn Triều Tiên là một nhà nước độc đảng toàn trị do gia tộc họ Kim điều hành. Cả hai quốc gia đều tuyên bố chủ quyền toàn bộ bán đảo Triều Tiên và các đảo xa. Cả hai quốc gia đều gia nhập Liên Hợp Quốc năm 1991 và được hầu hết các quốc gia thành viên công nhận. Kể từ những năm 1970, cả hai quốc gia đã tổ chức các cuộc đối thoại ngoại giao không chính thức nhằm xoa dịu căng thẳng quân sự. Năm 2000, Tổng thống Kim Dae-jung trở thành Tổng thống Hàn Quốc đầu tiên viếng thăm Triều Tiên. Đến năm 2018, Kim Jong-un là nhà lãnh đạo đầu tiên của Triều Tiên viếng thăm Hàn Quốc.
Dưới thời Tổng thống Kim Dae-jung, Hàn Quốc đã áp dụng Chính sách Ánh dương nhằm theo đuổi mối quan hệ tích cực hơn với Triều Tiên. Chính sách này đã tạo điều kiện cho việc thành lập Khu công nghiệp Kaesong. Chính sách này được tiếp tục bởi tổng thống kế nhiệm Roh Moo-hyun, người cũng đã đến thăm Triều Tiên vào năm 2007 và gặp gỡ nhà lãnh đạo Triều Tiên Kim Jong-il. Thông qua cuộc gặp này, cả hai nhà lãnh đạo đã ký tuyên bố theo đuổi hòa bình và khôi phục quan hệ liên Triều. Tuy nhiên, đối mặt với sự chỉ trích ngày càng tăng, Chính sách Ánh dương đã bị chấm dứt kể từ thời tổng thống Lee Myung-bak. Trong nhiệm kỳ tổng thống của Yoon Suk-yeol hiện nay, mối quan hệ giữa Hàn Quốc và Triều Tiên đã trở nên thù địch hơn.
Năm 2018, bắt đầu với việc Triều Tiên tham dự Thế vận hội Mùa đông 2018, mối quan hệ đã có một bước đột phá ngoại giao lớn và trở nên nồng ấm hơn đáng kể. Tháng 4/2018, hai nước đã ký Tuyên bố Panmunjom vì Hòa bình, Thịnh vượng và Thống nhất Bán đảo Triều Tiên. Năm 2018, đa số người dân Hàn Quốc đã tán thành mối quan hệ giữa nước họ với Triều Tiên. Các cuộc gặp thượng đỉnh giữa Hàn Quốc và Triều Tiên cũng đã tạo điều kiện cho mối quan hệ giữa Hoa Kỳ và Triều Tiên phát triển tích cực. Tuy nhiên, căng thẳng giữa hai miền đất nước vẫn còn.

## Chia cắt Triều Tiên

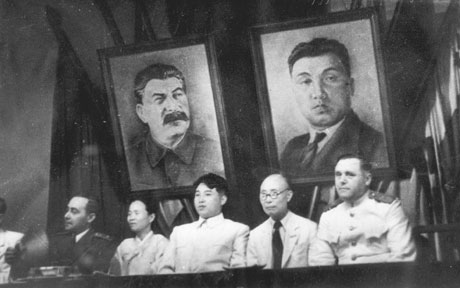
Kim Il-sung, cùng với những người cộng sản Triều Tiên và đại diện Liên Xô, tại một hội nghị ở Bình Nhưỡng năm 1946, ngồi dưới bức chân dung lớn của nhà lãnh đạo Liên Xô Joseph Stalin và chính ông.

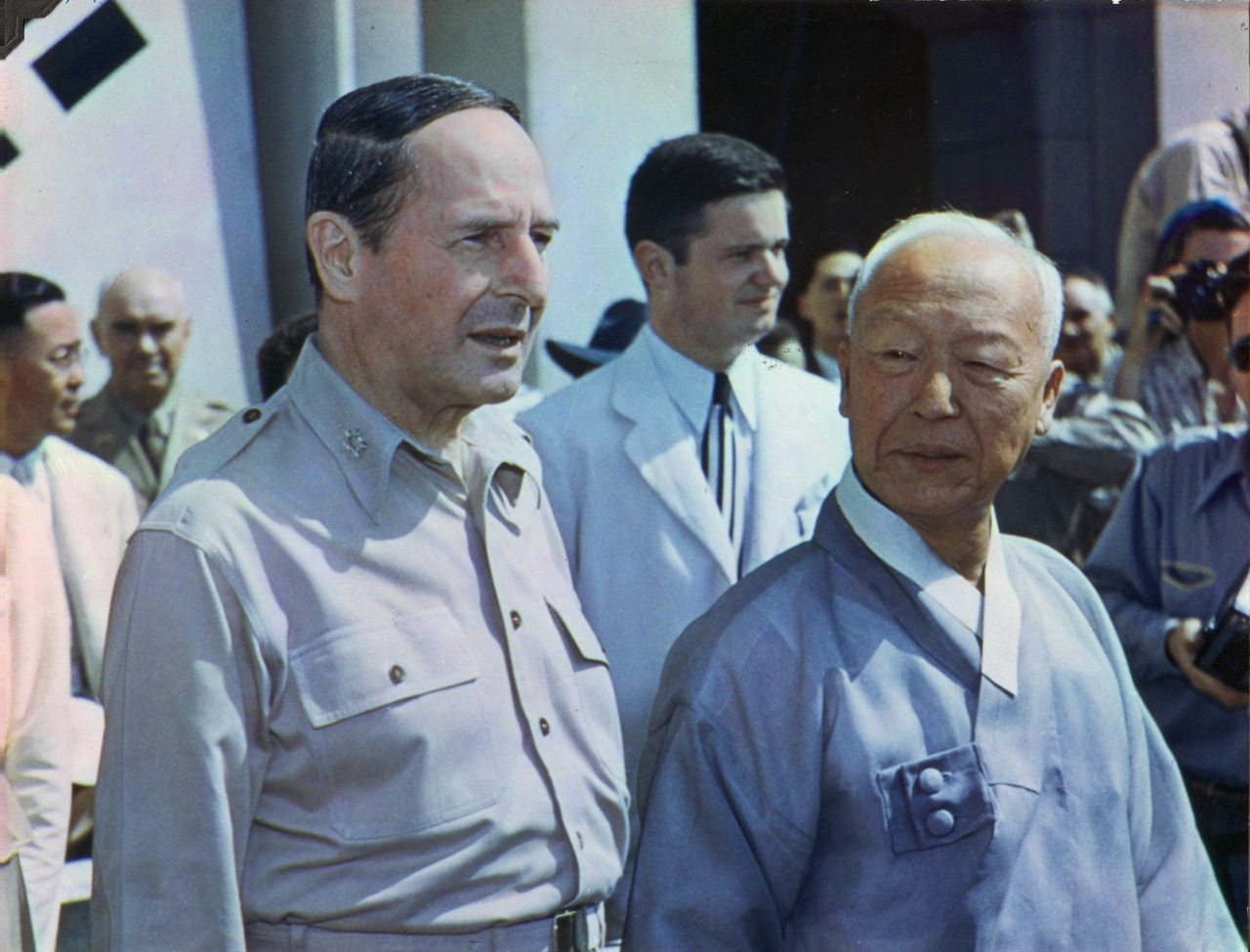
Syngman Rhee cùng với tướng Mỹ Douglas MacArthur trong buổi lễ lớn thành lập chính phủ Đại Hàn Dân Quốc (Hàn Quốc) năm 1948.

Bán đảo Triều Tiên đã bị Nhật Bản chiếm đóng từ năm 1910. Ngày 9 tháng 8 năm 1945, trong những ngày kết thúc của Thế chiến thứ hai, Liên Xô tuyên chiến với Nhật Bản và tiến sâu vào Triều Tiên. Mặc dù tuyên bố chiến tranh của Liên Xô đã được Đồng minh đồng ý tại Hội nghị Yalta, nhưng chính phủ Mỹ đã lo ngại về viễn cảnh toàn bộ Triều Tiên nằm dưới sự kiểm soát của Liên Xô. Do đó, chính quyền liên bang Hoa Kỳ đã yêu cầu các Lực lượng Vũ trang Liên Xô dừng cuộc tiến công của họ ở phía bắc vĩ tuyến 38, để lại phía nam bán đảo, bao gồm cả thủ đô Seoul, sẽ bị Hoa Kỳ chiếm đóng. Điều này đã được đưa vào Mệnh lệnh chung số 1 cho các lực lượng Nhật Bản sau khi Nhật Bản đầu hàng vào ngày 15 tháng 8. Ngày 24 tháng 8, Hồng quân tiến vào Bình Nhưỡng và thành lập một chính phủ quân sự ở phía bắc vĩ tuyến Triều Tiên. Lực lượng Mỹ đổ bộ vào miền nam vào ngày 8 tháng 9 và thành lập Chính phủ quân sự Hoa Kỳ tại Hàn Quốc.
Ban đầu, phe Đồng minh đã dự tính một ủy thác chung sẽ đưa nước Triều Tiên tiến tới độc lập, nhưng hầu hết những người theo chủ nghĩa dân tộc của Triều Tiên muốn độc lập ngay lập tức. Trong khi đó, quan hệ hợp tác thời chiến giữa Liên Xô và Hoa Kỳ trở nên xấu đi khi Chiến tranh Lạnh diễn ra. Cả hai quyền lực đang chiếm đóng đều bắt đầu thăng tiến vào các vị trí quyền lực Người Hàn Quốc liên kết với phe chính trị của họ và gạt đối thủ ra rìa. Nhiều nhà lãnh đạo chính trị mới nổi này đã trở về những người lưu vong với ít sự ủng hộ của dân chúng. Ở Bắc Triều Tiên, Liên Xô ủng hộ những người Cộng sản Triều Tiên. Kim Il-sung, người từ năm 1941 đã phục vụ trong Quân đội Liên Xô, trở thành nhân vật chính trị lớn. Xã hội được tập trung hóa và tập thể hóa, theo mô hình của Liên Xô. Chính trị ở miền Nam xáo trộn hơn, nhưng Nghị sĩ Rhee chống Cộng mạnh mẽ đã nổi lên như một chính trị gia nổi bật nhất.
Chính phủ Mỹ đã đưa vấn đề này lên Liên hợp quốc, dẫn đến việc thành lập Ủy ban tạm thời của Liên hợp quốc về Triều Tiên (UNTCOK) vào năm 1947. Liên Xô phản đối động thái này và từ chối cho phép UNTCOK hoạt động ở miền Bắc. UNTCOK tổ chức tổng tuyển cử ở miền Nam, được tổ chức vào ngày 10 tháng 5 năm 1948. Đại Hàn Dân Quốc được thành lập với Syngman Rhee làm Tổng thống và chính thức thay thế sự chiếm đóng của quân đội Hoa Kỳ vào ngày 15 tháng 8. Ở Triều Tiên, Cộng hòa Dân chủ Nhân dân Triều Tiên được tuyên bố vào ngày 9 tháng 9, với Kim Il-sung, là thủ tướng. Lực lượng chiếm đóng của Liên Xô rời miền Bắc vào ngày 10 tháng 12 năm 1948. Lực lượng Hoa Kỳ rời miền Nam vào năm sau đó, mặc dù Nhóm Cố vấn Quân sự Hàn Quốc của Hoa Kỳ vẫn ở lại để huấn luyện Quân đội Hàn Quốc.
Cả hai chính phủ đối lập đều coi mình là chính phủ của cả Hàn Quốc, và cả hai đều coi sự chia rẽ là tạm thời. CHDCND Triều Tiên tuyên bố Seoul là thủ đô chính thức của mình, một tuyên bố không thay đổi cho đến năm 1972.

## Chiến tranh Triều Tiên

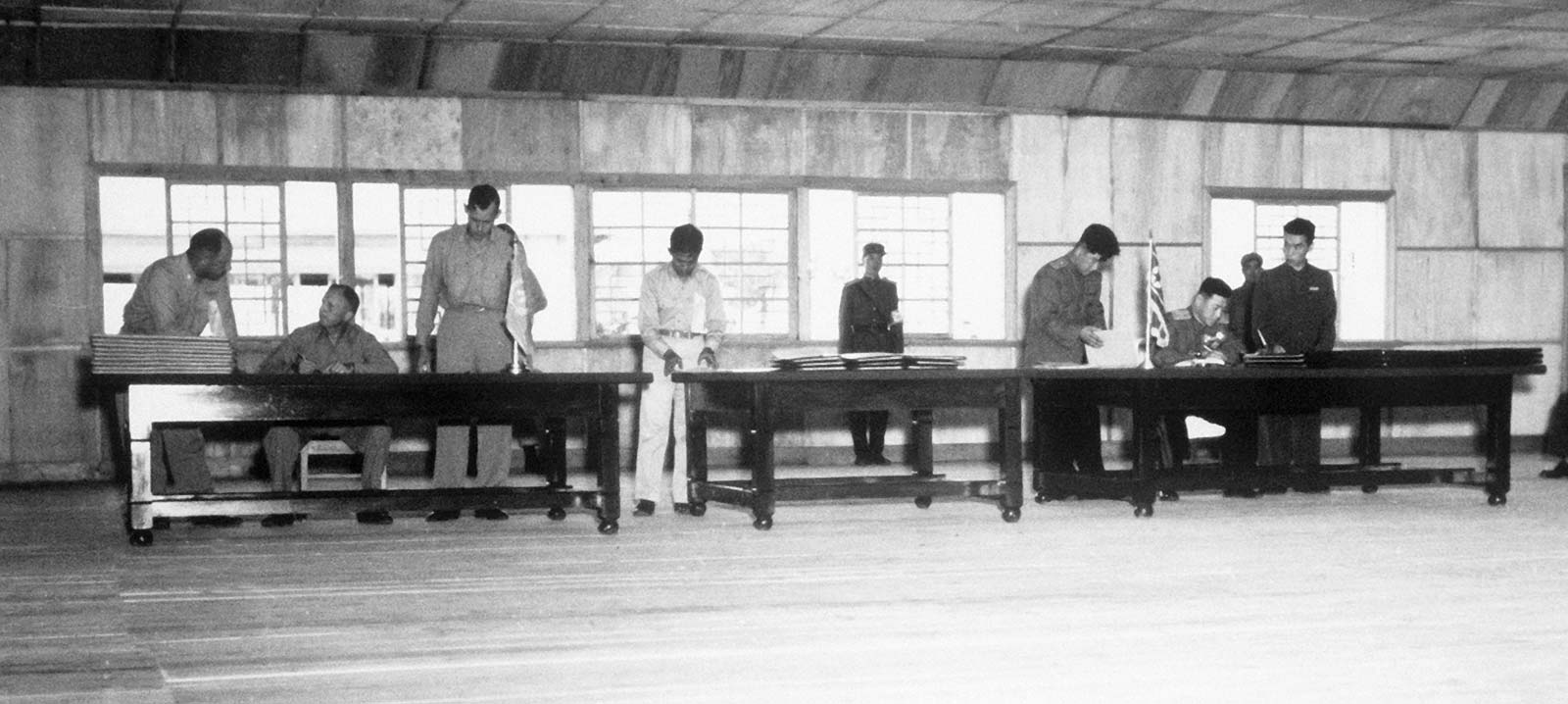
Các đại biểu ký Hiệp định đình chiến Triều Tiên tại Bàn môn điếm.

Bắc Triều Tiên xâm lược miền Nam vào ngày 25 tháng 6 năm 1950, và nhanh chóng đánh chiếm phần lớn đất nước này. Vào tháng 9 năm 1950, lực lượng Liên Hợp Quốc, do Hoa Kỳ lãnh đạo, đã can thiệp để bảo vệ miền Nam, và tiến vào Bắc Triều Tiên. Khi họ đến gần biên giới với Trung Quốc, các lực lượng Trung Quốc thay mặt Bắc Triều Tiên can thiệp, làm thay đổi cán cân chiến tranh một lần nữa. Giao tranh kết thúc vào ngày 27 tháng 7 năm 1953, với một hiệp định đình chiến gần như khôi phục lại ranh giới ban đầu giữa Bắc và Nam Triều Tiên. Syngman Rhee từ chối ký hiệp định đình chiến, nhưng miễn cưỡng đồng ý tuân theo nó. Hiệp định đình chiến mở đầu cho một lệnh ngừng bắn chính thức nhưng không dẫn đến một hiệp ước hòa bình. Hiệp ước đã thiết lập Khu phi quân sự Triều Tiên (DMZ), một vùng đệm giữa hai bên, giao với vĩ tuyến 38 nhưng không đi theo nó. Triều Tiên đã thông báo rằng họ sẽ không còn tuân thủ hiệp định đình chiến ít nhất sáu lần, vào các năm 1994, 1996, 2003, 2006, 2009 và 2013.
Một số lượng lớn người phải di dời do hậu quả của chiến tranh, và nhiều gia đình bị chia cắt do biên giới được tái thiết. Trong năm 2007, ước tính có khoảng 750.000 người vẫn sống ly thân với những người thân trong gia đình, và đoàn tụ gia đình từ lâu đã trở thành ưu tiên ngoại giao của miền Nam.

## Chiến tranh Lạnh

Nhà hoạt động sinh viên Hàn Quốc Lim Su-kyung gặp Kim Il-sung năm 1989. Cô đã bị bỏ tù khi trở về nhà.

Cạnh tranh giữa Bắc Triều Tiên và Hàn Quốc trở thành chìa khóa cho việc ra quyết định của cả hai bên. Ví dụ, việc xây dựng tàu điện ngầm Bình Nhưỡng đã thúc đẩy việc xây dựng một công trình tương tự ở Seoul. Vào những năm 1980, chính phủ Hàn Quốc đã xây dựng một cột cờ cao 98m tại ngôi làng Daeseong-dong thuộc DMZ. Đáp lại, Triều Tiên đã xây dựng một cột cờ cao 160m ở làng Kijŏng-dong gần đó.
Căng thẳng leo thang vào cuối những năm 1960 với một loạt các cuộc đụng độ vũ trang cấp thấp được gọi là Xung đột DMZ Triều Tiên. Trong thời gian này, Triều Tiên và Hàn Quốc đã tiến hành các cuộc tấn công bí mật vào nhau trong một loạt các cuộc tấn công trả đũa, trong đó có các âm mưu ám sát các nhà lãnh đạo miền Nam và miền Bắc. Ngày 21 tháng 1 năm 1968, biệt kích Triều Tiên tấn công Nhà Xanh của Hàn Quốc. Vào ngày 11 tháng 12 năm 1969, một máy bay của Hàn Quốc đã bị cướp.
Trong quá trình chuẩn bị cho chuyến thăm Trung Quốc của Tổng thống Mỹ Nixon vào năm 1972, Tổng thống Hàn Quốc Park Chung-hee đã bắt đầu tiếp xúc bí mật với Kim Nhật Thành của Triều Tiên. Vào tháng 8 năm 1971, các cuộc đàm phán Chữ thập đỏ đầu tiên giữa Bắc và Nam Triều Tiên đã được tổ chức. Nhiều người trong số những người tham gia thực sự là tình báo hoặc quan chức của đảng. Tháng 5 năm 1972, Lee Hu-rak, giám đốc CIA Triều Tiên, đã bí mật gặp Kim Nhật Thành tại Bình Nhưỡng. Kim đã xin lỗi về Cuộc đột kích Nhà Xanh, phủ nhận anh đã chấp thuận nó. Đổi lại, Phó Thủ tướng Triều Tiên Pak Song-chol đã có chuyến thăm bí mật tới Seoul. Ngày 4 tháng 7 năm 1972, Tuyên bố chung Bắc - Nam được ban hành. Tuyên bố đã công bố Ba Nguyên tắc của Thống nhất: thứ nhất, việc tái thống nhất phải được giải quyết một cách độc lập mà không bị can thiệp hoặc dựa vào các thế lực nước ngoài; thứ hai, thống nhất phải được thực hiện một cách hòa bình mà không sử dụng các lực lượng vũ trang chống lại nhau; cuối cùng, sự thống nhất vượt qua sự khác biệt về hệ tư tưởng và thể chế để thúc đẩy sự thống nhất của Hàn Quốc như một nhóm dân tộc. Nó cũng thiết lập "đường dây nóng" đầu tiên giữa hai bên.
Bắc Triều Tiên đình chỉ các cuộc đàm phán vào năm 1973 sau vụ bắt cóc nhà lãnh đạo đối lập Hàn Quốc Kim Dae-jung bởi CIA Hàn Quốc. Tuy nhiên, các cuộc đàm phán đã bắt đầu lại, và từ năm 1973 đến 1975 đã có 10 cuộc họp của Ủy ban Điều phối Bắc-Nam tại Panmunjom.
Vào cuối những năm 1970, Tổng thống Mỹ Jimmy Carter hy vọng đạt được hòa bình ở Triều Tiên. Tuy nhiên, kế hoạch của ông đã bị trật đường vì đề xuất rút quân của ông không được ưa chuộng.
Năm 1983, đề xuất đàm phán ba bên của Bắc Triều Tiên với Hoa Kỳ và Hàn Quốc trùng hợp với vụ ám sát Rangoon nhằm vào Tổng thống Hàn Quốc. Hành vi mâu thuẫn này chưa bao giờ được giải thích.
Vào tháng 9 năm 1984, Hội Chữ thập đỏ của Bắc Triều Tiên đã gửi hàng khẩn cấp đến miền Nam sau những trận lũ lụt nghiêm trọng. Các cuộc nói chuyện được tiếp tục, dẫn đến cuộc đoàn tụ đầu tiên của các gia đình ly tán vào năm 1985, cũng như một loạt các hoạt động giao lưu văn hóa. Thiện chí tiêu tan với việc dàn dựng cuộc tập trận quân sự Mỹ-Hàn Quốc, Team Spirit, vào năm 1986.

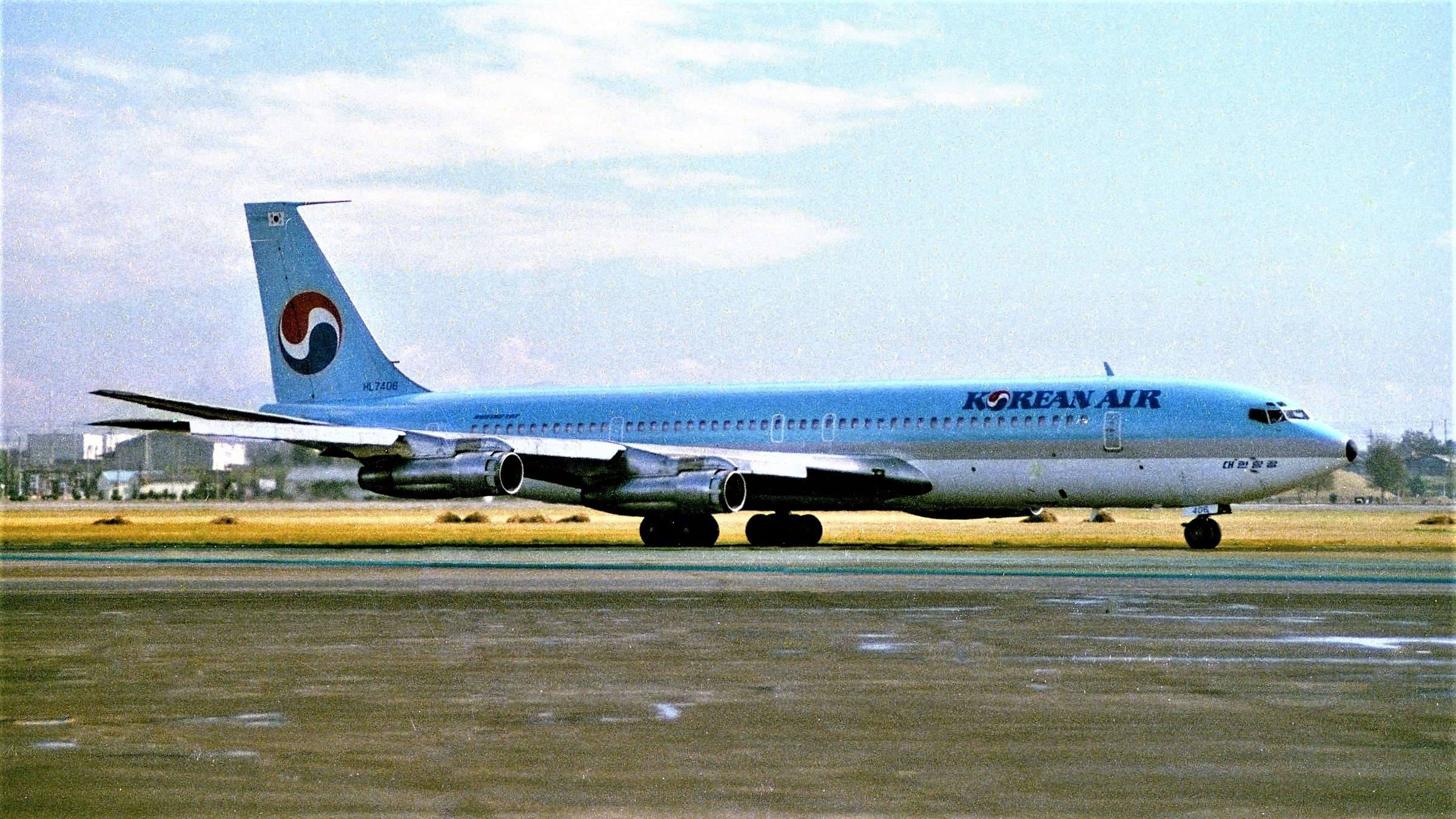
Chiếc máy bay bị đánh bom trong chuyến bay 858, HL7406, được nhìn thấy 1 tháng trước khi gặp nạn

Cờ thống nhất Triều Tiên

Khi Seoul được chọn là nơi tổ chức Thế vận hội Mùa hè 1988, Bắc Triều Tiên đã cố gắng dàn xếp một cuộc tẩy chay bởi các đồng minh Cộng sản của mình hoặc đồng đăng cai Thế vận hội. Việc này thất bại, và vụ đánh bom chuyến bay 858 của Korean Air vào năm 1987 được coi là sự trả thù của Triều Tiên. Tuy nhiên, cùng lúc đó, trong bối cảnh Chiến tranh Lạnh đang tan băng trên toàn cầu, Tổng thống Hàn Quốc mới đắc cử Roh Tae-woo đã đưa ra một sáng kiến ngoại giao được gọi là Nordpolitik. Điều này đề xuất sự phát triển tạm thời của một "Cộng đồng Triều Tiên", tương tự như đề xuất liên minh của Triều Tiên. Từ ngày 4 đến ngày 7 tháng 9 năm 1990, các cuộc hội đàm cấp cao được tổ chức tại Seoul, cùng thời điểm miền Bắc đang phản đối việc Liên Xô bình thường hóa quan hệ với miền Nam. Các cuộc đàm phán này vào năm 1991 đã dẫn đến Thỏa thuận về Hòa giải, Không xâm lược, Trao đổi và Hợp tác và Tuyên bố chung về Phi hạt nhân hóa Bán đảo Triều Tiên. Điều này đồng thời với việc cả Bắc và Nam Triều Tiên được gia nhập Liên hợp quốc. Trong khi đó, vào ngày 25 tháng 3 năm 1991, một đội thống nhất của Hàn Quốc lần đầu tiên sử dụng Cờ thống nhất Hàn Quốc tại Giải bóng bàn thế giới ở Nhật Bản, và vào ngày 6 tháng 5 năm 1991, một đội thống nhất đã thi đấu tại Giải bóng đá trẻ thế giới ở Bồ Đào Nha.
Tuy nhiên, có những giới hạn cho sự tan băng trong các mối quan hệ. Năm 1989, Lim Su-kyung, một nhà hoạt động sinh viên Hàn Quốc tham gia Liên hoan Thanh niên Thế giới ở Bình Nhưỡng, đã bị bỏ tù khi trở về.

## Ánh Dương và bóng tối
Chiến tranh Lạnh kết thúc đã mang lại cuộc khủng hoảng kinh tế cho Triều Tiên và dẫn đến kỳ vọng rằng sự thống nhất sắp xảy ra. Người Bắc Triều Tiên bắt đầu chạy sang miền Nam với số lượng ngày càng tăng. Theo thống kê chính thức, có 561 người đào tẩu sống ở Hàn Quốc vào năm 1995 và hơn 10.000 người vào năm 2007.
Vào tháng 12 năm 1991, cả hai quốc gia đã ký một hiệp định, Hiệp định Hòa giải, Không xâm lược, Trao đổi và Hợp tác, cam kết không xâm lược và trao đổi văn hóa và kinh tế. Họ cũng đồng ý về việc thông báo trước về các chuyển động quân sự lớn và thiết lập một đường dây nóng quân sự, và làm việc để thay thế hiệp định đình chiến bằng một "chế độ hòa bình".
Năm 1994, lo ngại về chương trình hạt nhân của Triều Tiên đã dẫn đến Khung thỏa thuận giữa Mỹ và Triều Tiên.
Năm 1998, Tổng thống Hàn Quốc Kim Dae-jung đã công bố Chính sách Ánh dương đối với Triều Tiên. Bất chấp một cuộc đụng độ hải quân vào năm 1999, điều này đã dẫn đến cuộc gặp thượng đỉnh liên Triều đầu tiên vào tháng 6 năm 2000, giữa Kim Dae-jung và Kim Jong-il. Kết quả là Kim Dae-jung đã được trao giải Nobel Hòa bình. Hội nghị thượng đỉnh được tiếp nối vào tháng 8 bằng một cuộc đoàn tụ gia đình. Vào tháng 9, các đội Nam Triều Tiên đã cùng nhau diễu hành tại Thế vận hội Sydney. Thương mại gia tăng đến mức Hàn Quốc trở thành đối tác thương mại lớn nhất của Triều Tiên. Bắt đầu từ năm 1998, Khu du lịch Núi Kumgang được phát triển như một liên doanh giữa chính phủ Bắc Triều Tiên và Hyundai. Năm 2003, Khu công nghiệp Kaesong được thành lập để cho phép các doanh nghiệp Hàn Quốc đầu tư vào miền Bắc. Vào đầu những năm 2000, Hàn Quốc đã ngừng xâm nhập các đặc vụ của mình vào miền Bắc.
Tuy nhiên, Tổng thống Mỹ George W Bush không ủng hộ Chính sách Ánh dương và vào năm 2002, Mỹ đã coi Triều Tiên là thành viên của Trục Ác ma.
Tiếp tục lo ngại về tiềm năng phát triển tên lửa hạt nhân của Triều Tiên đã dẫn đến cuộc đàm phán 6 bên gồm Triều Tiên, Hàn Quốc, Mỹ, Nga, Trung Quốc và Nhật Bản vào năm 2003. Tuy nhiên, vào năm 2006, Triều Tiên tiếp tục thử tên lửa và vào ngày 9 tháng 10 đã tiến hành vụ thử hạt nhân đầu tiên.
Tuyên bố chung ngày 15 tháng 6 năm 2000 mà hai nhà lãnh đạo đã ký trong hội nghị thượng đỉnh Nam-Bắc lần thứ nhất nêu rõ rằng họ sẽ tổ chức hội nghị thượng đỉnh lần thứ hai vào một thời điểm thích hợp. Ban đầu, người ta dự kiến rằng hội nghị thượng đỉnh thứ hai sẽ được tổ chức tại Hàn Quốc, nhưng điều đó đã không xảy ra. Tổng thống Hàn Quốc Roh Moo-hyun đã đi ngang qua Khu phi quân sự của Triều Tiên vào ngày 2 tháng 10 năm 2007 và tới Bình Nhưỡng để hội đàm với ông Kim Jong-il. Hai bên tái khẳng định tinh thần của Tuyên bố chung ngày 15/6 và thảo luận về nhiều vấn đề liên quan đến hiện thực hóa quan hệ Nam-Bắc, hòa bình trên Bán đảo Triều Tiên, thịnh vượng chung của nhân dân và thống nhất Hàn Quốc. Ngày 4 tháng 10 năm 2007, Tổng thống Hàn Quốc Roh Moo-hyun và nhà lãnh đạo Triều Tiên Kim Jong-il đã ký một tuyên bố hòa bình. Văn kiện kêu gọi các cuộc đàm phán quốc tế thay thế Hiệp định đình chiến kết thúc Chiến tranh Triều Tiên bằng một hiệp ước hòa bình vĩnh viễn.
Trong thời kỳ này các diễn biến chính trị đã được phản ánh trong nghệ thuật. Các bộ phim Shiri, năm 1999 và Khu vực An ninh Chung, năm 2000, đã mô tả những người Bắc Triều Tiên với cái nhìn đầy thiện cảm.

## Chính sách Ánh dương kết thúc

### Chính phủ Lee Myung-bak

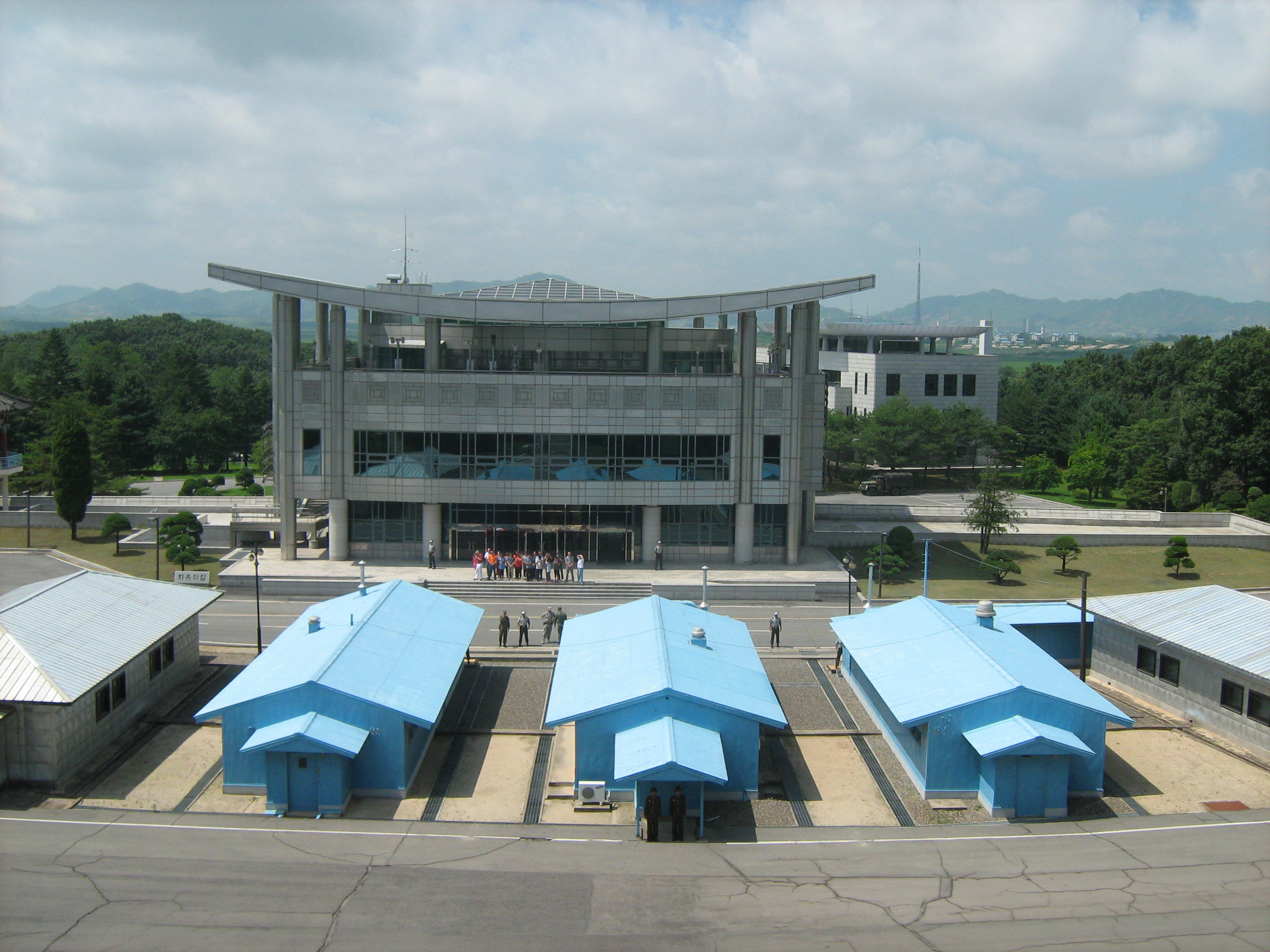
Khu DMZ năm 2012, nhìn từ phía bắc.

Chính sách Ánh dương đã bị tân Tổng thống Hàn Quốc Lee Myung-bak chính thức từ bỏ vào năm 2010.
Vào ngày 26 tháng 3 năm 2010, tàu ROKS Cheonan 1.500 tấn với thủy thủ đoàn 104 người, bị chìm ngoài khơi đảo Baengnyeong trên biển Hoàng Hải. Seoul cho biết đã có một vụ nổ ở đuôi tàu và đang điều tra xem liệu một vụ tấn công bằng ngư lôi có phải là nguyên nhân hay không. Trong số 104 thủy thủ, 46 người chết và 58 người được cứu. Tổng thống Hàn Quốc Lee Myung-bak đã triệu tập cuộc họp khẩn cấp của các quan chức an ninh và ra lệnh cho quân đội tập trung giải cứu các thủy thủ. Vào ngày 20 tháng 5 năm 2010, một nhóm các nhà nghiên cứu quốc tế đã công bố kết quả khẳng định rằng vụ chìm tàu là do ngư lôi của Triều Tiên; Triều Tiên bác bỏ kết quả nghiên cứu. Hàn Quốc đồng ý với phát hiện của nhóm nghiên cứu và Tổng thống Lee Myung-bak sau đó tuyên bố rằng Seoul sẽ cắt mọi hoạt động thương mại với Triều Tiên như một phần của các biện pháp chủ yếu nhằm đánh trả Triều Tiên về mặt ngoại giao và tài chính.  Triều Tiên bác bỏ tất cả những cáo buộc như vậy và đáp trả bằng cách cắt đứt quan hệ giữa các nước và tuyên bố hủy bỏ thỏa thuận không xâm lược trước đó.
Ngày 23 tháng 11 năm 2010, pháo binh của Triều Tiên bắn vào đảo Yeonpyeong của Hàn Quốc trên biển Hoàng Hải và Hàn Quốc bắn trả. Hai lính thủy đánh bộ Hàn Quốc và hai dân thường thiệt mạng, hơn chục người bị thương, trong đó có ba thường dân. Khoảng 10 người Triều Tiên được cho là đã thiệt mạng; tuy nhiên, chính phủ Triều Tiên phủ nhận điều này. Thị trấn đã được sơ tán và Hàn Quốc cảnh báo sẽ trả đũa nghiêm khắc, với việc Tổng thống Lee Myung-bak ra lệnh phá hủy một căn cứ tên lửa gần đó của Triều Tiên nếu có thêm hành động khiêu khích. Hãng thông tấn chính thức của Triều Tiên, KCNA, tuyên bố rằng Triều Tiên chỉ nổ súng sau khi miền Nam "nã đạn liều lĩnh vào khu vực biển của chúng tôi".
Năm 2011, có thông tin cho rằng Triều Tiên đã bắt cóc 4 sĩ quan quân đội cấp cao của Hàn Quốc vào năm 1999.

### Chính phủ Park Geun-hye
Vào ngày 12 tháng 12 năm 2012, Triều Tiên đã phóng Kwangmyŏngsŏng-3 Unit 2, một vệ tinh khoa học và công nghệ, và nó đã lên tới quỹ đạo. Đáp lại, Hoa Kỳ đã triển khai lại các tàu chiến của mình trong khu vực. Tháng 1 - tháng 9 năm 2013 chứng kiến sự leo thang căng thẳng giữa Triều Tiên với Hàn Quốc, Hoa Kỳ và Nhật Bản bắt đầu do Nghị quyết 2087 của Hội đồng Bảo an Liên hợp quốc, trong đó lên án Triều Tiên về việc phóng Đơn vị 2 Kwangmyŏngsŏng-3. Cuộc khủng hoảng được đánh dấu bằng sự leo thang cực độ của chính quyền mới của Triều Tiên dưới thời Kim Jong-un và các hành động cho thấy các cuộc tấn công hạt nhân sắp xảy ra nhằm vào Hàn Quốc, Nhật Bản và Hoa Kỳ.
Vào ngày 24 tháng 3 năm 2014, một máy bay không người lái của Triều Tiên bị rơi được tìm thấy gần Paju, các camera trên máy bay có hình ảnh của Nhà Xanh và các cơ sở quân sự gần DMZ. Vào ngày 31 tháng 3, sau một cuộc trao đổi pháo vào vùng biển của NLL, một máy bay không người lái của Triều Tiên được tìm thấy đã bị rơi trên Baengnyeongdo. Vào ngày 15 tháng 9, mảnh vỡ của một máy bay không người lái nghi là của Triều Tiên đã được một ngư dân tìm thấy ở vùng biển gần Baengnyeongdo, máy bay không người lái này được cho là giống với một trong những máy bay không người lái của Triều Tiên đã bị rơi vào tháng 3 năm 2014.
Theo một cuộc thăm dò của BBC World Service năm 2014, 3% người Hàn Quốc nhìn nhận ảnh hưởng của Bắc Triều Tiên một cách tích cực, 91% bày tỏ quan điểm tiêu cực, khiến Hàn Quốc, sau Nhật Bản, trở thành quốc gia có cảm giác tiêu cực nhất về Bắc Triều Tiên trên thế giới. Tuy nhiên, một cuộc khảo sát do chính phủ tài trợ năm 2014 cho thấy 13% người Hàn Quốc coi Bắc Triều Tiên là thù địch và 58% người Hàn Quốc tin rằng Bắc Triều Tiên là quốc gia mà họ nên hợp tác.
Vào ngày 1 tháng 1 năm 2015, Kim Jong-un, trong bài phát biểu chào mừng năm mới tại quê nhà, tuyên bố rằng ông sẵn sàng nối lại các cuộc đàm phán cấp cao hơn với miền Nam.
Vào tuần đầu tiên của tháng 8 năm 2015, một quả mìn đã nổ tại DMZ, khiến hai binh sĩ Hàn Quốc bị thương. Chính phủ Hàn Quốc cáo buộc Bắc Triều Tiên đã cấy mìn nhưng Triều Tiên phủ nhận. Sau đó, Hàn Quốc bắt đầu lại các chương trình phát sóng tuyên truyền tới miền Bắc.
Vào ngày 20 tháng 8 năm 2015, Bắc Triều Tiên đã bắn một quả đạn pháo vào thành phố Yeoncheon. Hàn Quốc đã tung ra nhiều đợt pháo để đáp trả. Không có thương vong ở miền Nam, nhưng một số cư dân địa phương đã di tản. Cuộc pháo kích khiến cả hai nước áp dụng tình trạng trước chiến tranh và một cuộc nói chuyện được tổ chức bởi các quan chức cấp cao tại Bàn Môn Điếm để giảm căng thẳng vào ngày 22 tháng 8 năm 2015, và các cuộc đàm phán được chuyển sang ngày hôm sau.. Tuy nhiên, trong khi các cuộc đàm phán đang diễn ra, Triều Tiên đã triển khai hơn 70% số tàu ngầm của họ, điều này làm gia tăng căng thẳng một lần nữa vào ngày 23 tháng 8 năm 2015. Các cuộc đàm phán tiếp tục sang ngày hôm sau và cuối cùng kết thúc vào ngày 25 tháng 8 khi cả hai bên đạt được thỏa thuận và căng thẳng quân sự được xoa dịu.
Bất chấp các cuộc đàm phán hòa bình giữa Hàn Quốc và Bắc Triều Tiên vào ngày 9 tháng 9 năm 2016 liên quan đến vụ thử tên lửa của Bắc Triều Tiên, Bắc Triều Tiên vẫn tiếp tục tiến triển với việc thử tên lửa của mình. Bắc Triều Tiên đã tiến hành vụ thử hạt nhân lần thứ năm trong khuôn khổ lễ kỷ niệm 68 năm thành lập nhà nước. Đáp lại, Hàn Quốc tiết lộ rằng họ có kế hoạch ám sát Kim Jong-un.
Theo một Viện Thống nhất Quốc gia Hàn Quốc năm 2017, 58% công dân Hàn Quốc đã trả lời rằng việc thống nhất là cần thiết. Trong số những người trả lời cuộc khảo sát năm 2017, 14% nói rằng 'chúng ta thực sự cần sự thống nhất' trong khi 44% nói rằng 'chúng ta cần sự thống nhất'. Về câu hỏi khảo sát 'Chúng ta có cần thống nhất ngay cả khi Hàn Quốc và CHDCND Triều Tiên có thể cùng tồn tại hòa bình hay không?', 46% đồng ý và 32% không đồng ý.

## Tan băng vào năm 2018

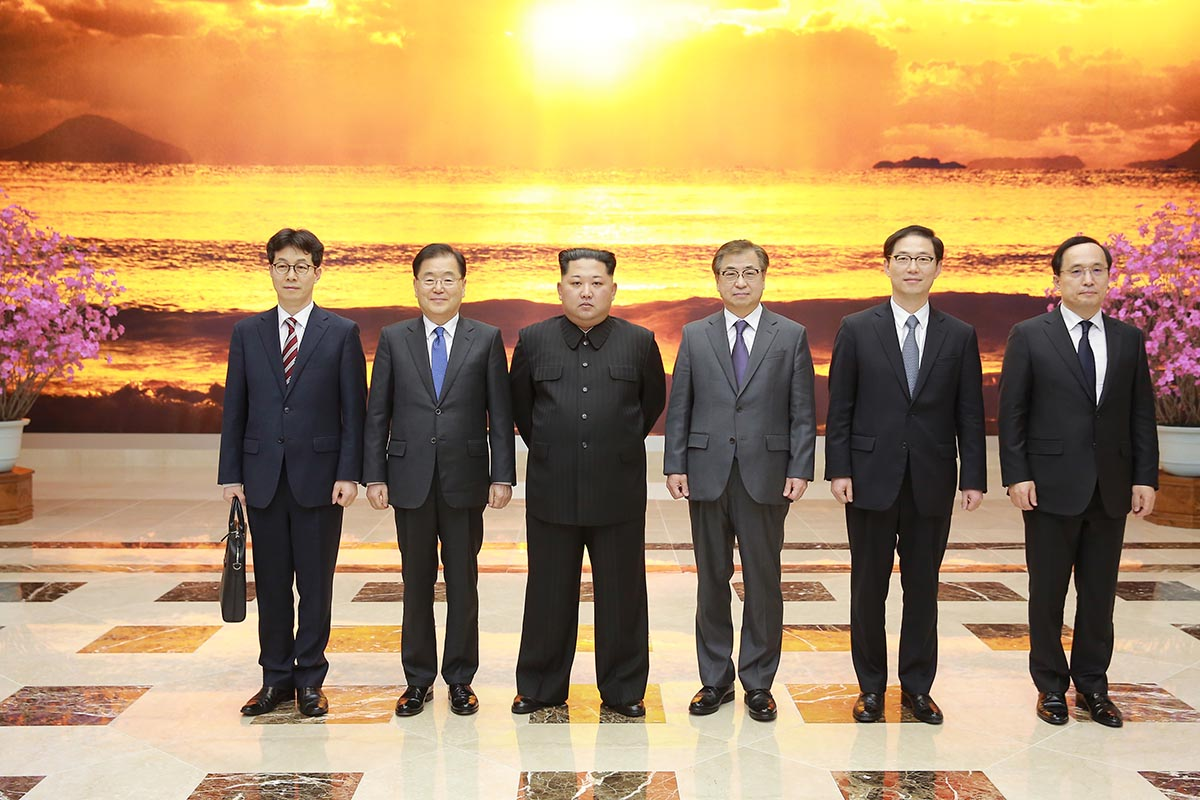
Kim Jong-un gặp các phái viên Hàn Quốc tại tòa nhà chính của Triều Tiên Lao động Đảng, ngày 6 tháng 3 năm 2018

Vào tháng 5 năm 2017, Moon Jae-in được bầu làm Tổng thống Hàn Quốc với lời hứa sẽ quay trở lại Chính sách Ánh dương. Trong bài phát biểu mừng năm mới 2018, nhà lãnh đạo Triều Tiên Kim Jong-un đã đề xuất cử một phái đoàn tới Thế vận hội mùa đông sắp tới tại Hàn Quốc. Đường dây nóng Seoul - Bình Nhưỡng đã được mở lại sau gần hai năm. Tại Thế vận hội mùa đông, Triều Tiên và Hàn Quốc đã diễu hành cùng nhau trong lễ khai mạc và ra sân một đội khúc côn cầu trên băng nữ thống nhất. Cũng như các vận động viên, Triều Tiên đã cử một phái đoàn cấp cao chưa từng có, đứng đầu là Kim Yo-jong, em gái của Kim Jong-un và Chủ tịch Kim Yong-nam, và bao gồm các nghệ sĩ biểu diễn như Dàn nhạc Samjiyon. Một đoàn nghệ thuật của Triều Tiên cũng đã biểu diễn tại hai thành phố riêng biệt của Hàn Quốc, bao gồm cả Seoul, để vinh danh các thế vận hội Olympic. Con tàu của Bắc Triều Tiên chở đoàn nghệ thuật, Man Gyong Bong 92, cũng là con tàu đầu tiên của Bắc Triều Tiên đến Hàn Quốc kể từ năm 2002. Phái đoàn đã chuyển lời mời Tổng thống Moon sang thăm Bắc Triều Tiên.
Sau Thế vận hội, chính quyền hai nước đã đưa ra khả năng sẽ cùng nhau đăng cai Thế vận hội mùa đông châu Á 2021. Vào ngày 1 tháng 4, các ngôi sao K-pop Hàn Quốc đã biểu diễn một buổi hòa nhạc tại Bình Nhưỡng mang tên " Mùa xuân đang đến ", với sự tham dự của Kim Jong-un và phu nhân. Các ngôi sao K-pop là một phần của đoàn nghệ thuật Hàn Quốc gồm 160 thành viên đã biểu diễn tại Triều Tiên vào đầu tháng 4 năm 2018. Đây cũng là lần đầu tiên kể từ năm 2005 có bất kỳ nghệ sĩ Hàn Quốc nào biểu diễn tại Bắc Triều Tiên. Trong khi đó, các chương trình phát thanh tuyên truyền ở cả hai phía được ngừng lại.

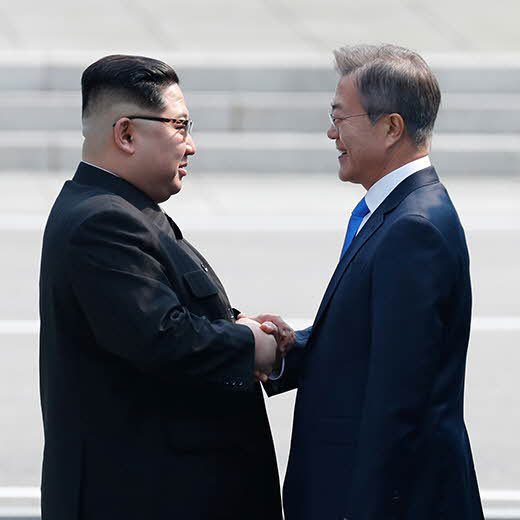
Kim và Moon bắt tay chào tại đường phân chia biên giới.

Vào ngày 27 tháng 4, một cuộc gặp thượng đỉnh đã diễn ra giữa Moon và Kim tại khu vực An ninh chung của Hàn Quốc. Đây là lần đầu tiên kể từ sau Chiến tranh Triều Tiên, một nhà lãnh đạo Triều Tiên bước vào lãnh thổ Hàn Quốc. Nhà lãnh đạo Triều Tiên Kim Jong-un và Tổng thống Hàn Quốc Moon Jae-in gặp nhau tại ranh giới chia cắt Hàn Quốc. Hội nghị thượng đỉnh kết thúc với việc cả hai nước cam kết hướng tới phi hạt nhân hóa hoàn toàn Bán đảo Triều Tiên. Họ cũng thề sẽ tuyên bố chính thức chấm dứt Chiến tranh Triều Tiên trong vòng một năm. Là một phần của Tuyên bố Panmunjom đã được lãnh đạo hai nước ký kết, hai bên cũng kêu gọi chấm dứt các hoạt động quân sự lâu đời ở khu vực biên giới Triều Tiên và thống nhất Hàn Quốc. Ngoài ra, các nhà lãnh đạo nhất trí làm việc cùng nhau để kết nối và hiện đại hóa đường sắt của họ.
Vào ngày 5 tháng 5, Triều Tiên đã điều chỉnh múi giờ của mình để phù hợp với miền Nam. Vào tháng 5, Hàn Quốc bắt đầu dỡ bỏ các loa tuyên truyền khỏi khu vực biên giới theo Tuyên bố Panmunjom.
Moon và Kim đã gặp nhau lần thứ hai vào ngày 26 tháng 5 để thảo luận về hội nghị thượng đỉnh sắp tới của Kim với Trump. Hội nghị thượng đỉnh dẫn đến các cuộc gặp tiếp theo giữa các quan chức Triều Tiên và Hàn Quốc trong tháng Sáu. Vào ngày 1 tháng 6, các quan chức hai nước đã đồng ý tiến tới các cuộc đàm phán quân sự và Chữ thập đỏ. Họ cũng đồng ý mở lại Văn phòng Liên lạc Liên Triều ở Kaesong mà miền Nam đã đóng cửa vào tháng 2/2016 sau vụ thử hạt nhân của Triều Tiên. Cuộc họp thứ hai, với sự tham gia của Hội Chữ thập đỏ và quân đội, được tổ chức tại khu nghỉ mát Núi Kumgang của Triều Tiên vào ngày 22 tháng 6, nơi đã đồng ý rằng các cuộc đoàn tụ gia đình sẽ tiếp tục. Sau hội nghị thượng đỉnh vào tháng 4, một cuộc gặp thượng đỉnh giữa Tổng thống Mỹ Donald Trump và Kim Jong-un đã được tổ chức vào ngày 12 tháng 6 năm 2018 tại Singapore. Hàn Quốc đã ca ngợi nó là một thành công.
Hàn Quốc vào ngày 23 tháng 6 năm 2018 thông báo rằng họ sẽ không tiến hành các cuộc tập trận quân sự thường niên với Mỹ vào tháng 9 và cũng sẽ ngừng các cuộc tập trận của riêng mình ở Hoàng Hải, để không khiêu khích Triều Tiên và tiếp tục đối thoại hòa bình. Vào ngày 1 tháng 7 năm 2018, Hàn Quốc và Triều Tiên đã nối lại liên lạc vô tuyến giữa tàu với tàu, điều này có thể ngăn chặn các cuộc đụng độ ngẫu nhiên giữa các tàu quân sự của Nam và Bắc Triều Tiên xung quanh Đường giới hạn phía Bắc (NLL) ở phía Tây (Hoàng Hải). Vào ngày 17 tháng 7 năm 2018, Hàn Quốc và Triều Tiên đã khôi phục hoàn toàn đường dây liên lạc quân sự của họ trên phần phía tây của bán đảo.
Hàn Quốc và Bắc Triều Tiên đã thi đấu với tư cách "Triều Tiên" trong một số sự kiện tại Á vận hội 2018. Hợp tác mở rộng sang lĩnh vực điện ảnh, với việc Hàn Quốc chấp thuận chiếu các bộ phim của Triều Tiên tại liên hoan phim địa phương của đất nước đồng thời mời một số nhà làm phim từ sau này. Vào tháng 8 năm 2018, các cuộc đoàn tụ của các gia đình bị chia rẽ kể từ Chiến tranh Triều Tiên đã diễn ra tại Núi Kumgang ở Triều Tiên. Vào tháng 9, tại một hội nghị thượng đỉnh với Moon ở Bình Nhưỡng, Kim đã đồng ý dỡ bỏ các cơ sở vũ khí hạt nhân của Triều Tiên nếu Hoa Kỳ có hành động tương hỗ. Tại Bình Nhưỡng, một thỏa thuận mang tên "Tuyên bố chung Bình Nhưỡng tháng 9 năm 2018" đã được ký kết bởi cả hai nhà lãnh đạo Triều Tiên  Thỏa thuận kêu gọi dỡ bỏ bom mìn, chốt gác, vũ khí và nhân viên trong JSA từ cả hai phía của Triều Tiên Biên giới Hàn Quốc. Họ cũng đồng ý rằng họ sẽ thiết lập các vùng đệm trên biên giới của họ để ngăn chặn các cuộc đụng độ. Moon đã trở thành nhà lãnh đạo Hàn Quốc đầu tiên có bài phát biểu trước công chúng Triều Tiên khi ông phát biểu trước 150.000 khán giả tại Lễ hội Arirang vào ngày 19 tháng 9. Cũng trong hội nghị thượng đỉnh tháng 9 năm 2018, các nhà lãnh đạo quân sự của cả hai quốc gia đã ký Thỏa thuận Hòa giải, Không xâm lược, Trao đổi và Hợp tác "(hay còn gọi là" Thỏa thuận Cơ bản ") để giúp đảm bảo giảm bớt căng thẳng quân sự giữa hai nước và kiểm soát vũ khí nhiều hơn.
Vào ngày 23 tháng 10 năm 2018, Moon đã phê chuẩn Thỏa thuận Cơ bản và Tuyên bố Bình Nhưỡng chỉ vài giờ sau khi chúng được nội các của ông thông qua.
Vào ngày 30 tháng 11 năm 2018, một đoàn tàu của Hàn Quốc đã đi qua biên giới DMZ với Triều Tiên và dừng lại ở ga Panmun. Đây là lần đầu tiên tàu Hàn Quốc đi vào lãnh thổ Bắc Triều Tiên kể từ năm 2008.

## Ngoại giao 2019–20

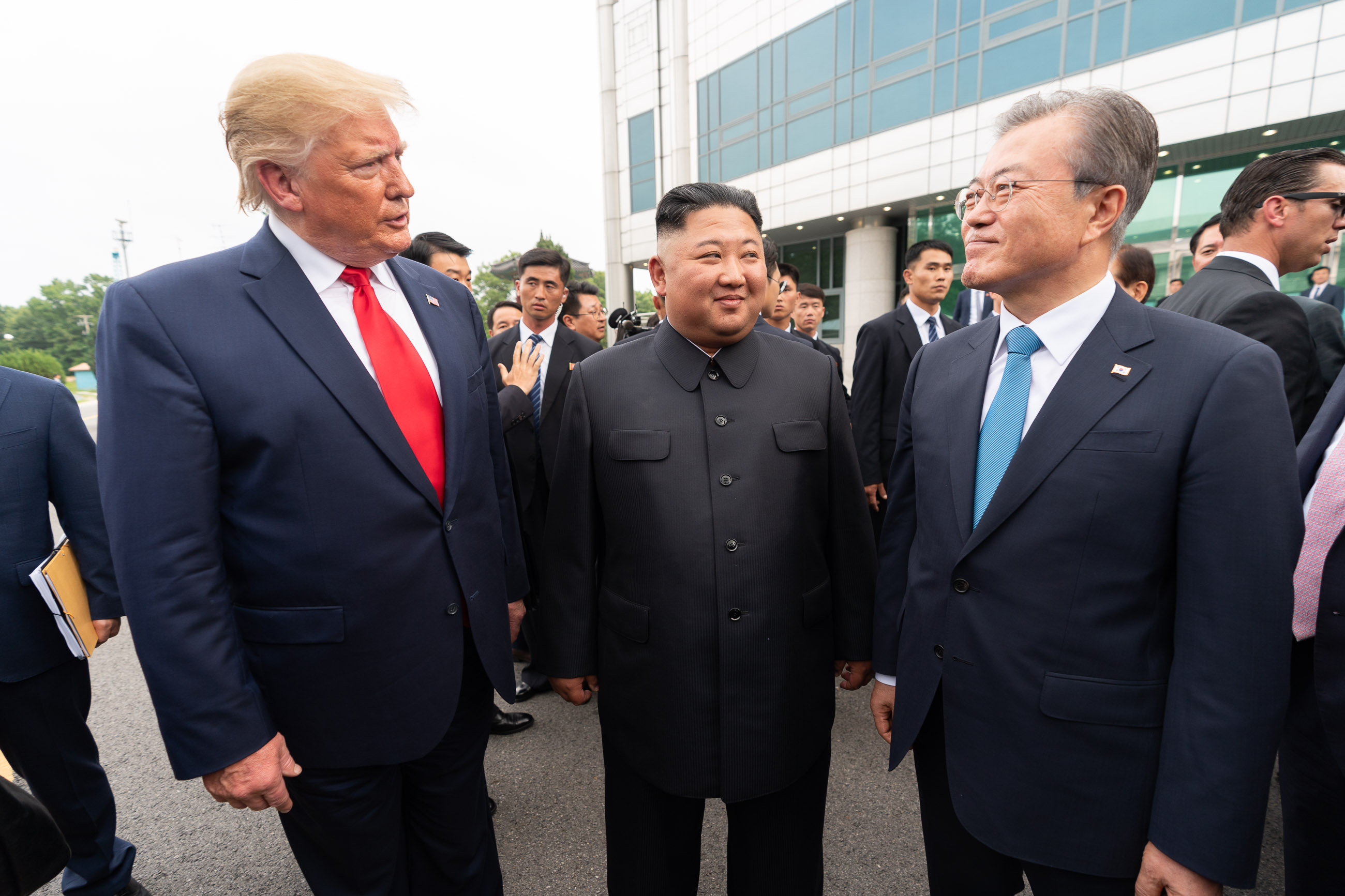
Trump, Kim và Moon tại khu phi quân sự.

### 2019
Vào ngày 30 tháng 6, Kim và Moon gặp lại nhau tại DMZ, với sự tham gia của Tổng thống Mỹ Donald Trump, người đã khởi xướng cuộc gặp. Cả ba đã tổ chức một cuộc họp tại Ngôi nhà Tự do Liên Triều. Trong khi đó, Triều Tiên đã tiến hành một loạt vụ thử tên lửa tầm ngắn và Mỹ và Hàn Quốc đã tham gia các cuộc tập trận chung vào tháng 8. Vào ngày 16 tháng 8 năm 2019, đảng cầm quyền của Triều Tiên đã đưa ra tuyên bố chỉ trích Hàn Quốc tham gia các cuộc tập trận và mua khí tài quân sự của Mỹ, gọi đây là "hành động khiêu khích nghiêm trọng" và nói rằng sẽ không có thêm cuộc đàm phán nào.
Vào ngày 15 tháng 10, Bắc Triều Tiên và Nam Triều Tiên (Hàn Quốc) đã thi đấu vòng loại FIFA World Cup tại Bình Nhưỡng, trận đấu bóng đá đầu tiên của họ ở miền Bắc sau 30 năm. Trận đấu được chơi trên sân vận động không khán giả với sự tham dự chỉ dành cho tổng số 100 nhân viên chính phủ Bắc Triều Tiên; Không có người hâm mộ hoặc phương tiện truyền thông Hàn Quốc nào được phép vào sân vận động và trận đấu không được truyền hình trực tiếp. Không có bàn thắng nào được ghi. Trong khi đó, Kim và Moon vẫn tiếp tục có một mối quan hệ thân thiết, trân trọng nhau.

### 2020
Vào ngày 9 tháng 6 năm 2020, Bắc Triều Tiên bắt đầu cắt đứt mọi đường dây liên lạc với Hàn Quốc. Điều này xảy ra sau khi Bình Nhưỡng liên tục cảnh báo Seoul về các vấn đề như việc miền Nam không ngăn được các nhà hoạt động người nước ngoài của Bắc Triều Tiên gửi truyền đơn tuyên truyền chống chế độ qua biên giới. Hãng thông tấn trung ương Triều Tiên mô tả đây là "bước đầu tiên của quyết tâm đóng cửa hoàn toàn mọi phương tiện liên lạc với Hàn Quốc và loại bỏ những thứ không cần thiết". Em gái của Kim Jong-un, Kim Yo-jong, cũng như Phó Chủ tịch Ủy ban Trung ương Đảng Lao động Triều Tiên cầm quyền, Kim Yong-chol, tuyên bố rằng Triều Tiên đã bắt đầu coi Hàn Quốc là kẻ thù của mình. Một tuần trước những hành động này, Kim Yo-Jong đã gọi những người đào tẩu Bắc Triều Tiên là "cặn bã của con người" và "những con chó lai". Việc cắt đứt các đường dây liên lạc đã làm giảm đáng kể các thỏa thuận đã được thực hiện trong năm 2018. Vào ngày 13 tháng 6, Kim Yo-jong, cảnh báo rằng "không bao lâu nữa, một cảnh tượng bi thảm của văn phòng liên lạc chung Bắc-Nam vô dụng sẽ hoàn toàn sụp đổ." Vào ngày 16 tháng 6, miền Bắc đe dọa sẽ đưa quân đã rút khỏi biên giới về các đồn mà họ đã đóng quân trước đó. Cuối ngày hôm đó, văn phòng liên lạc chung ở Kaesong bị chính phủ Triều Tiên cho nổ tung. Do đại dịch COVID-19, phái đoàn Hàn Quốc đã rời khỏi tòa nhà vào tháng Giêng. Vào ngày 5 tháng 6 năm 2020, Ngoại trưởng Triều Tiên Ri Son-gwon nói rằng triển vọng về hòa bình giữa Triều Tiên và Hàn Quốc, và Mỹ, đã "biến mất thành một cơn ác mộng đen tối". Ngày 21 tháng 6 năm 2020, Hàn Quốc kêu gọi Triều Tiên không gửi truyền đơn tuyên truyền qua biên giới. Yêu cầu này theo sau tuyên bố của Triều Tiên rằng họ sẵn sàng gửi 12 triệu tờ rơi, có khả năng trở thành chiến dịch tâm lý lớn nhất chống lại Hàn Quốc.